# Resolució 2127 del Consell de Seguretat de les Nacions Unides
La Resolució 2127 del Consell de Seguretat de les Nacions Unides fou adoptada per unanimitat el 5 de desembre de 2013. El Consell va autoritzar el mandat de la Missió Internacional de Suport a la República Centreafricana sota Direcció Africana (MISCA), on l'Estat havia perdut tota autoritat com a conseqüència d'un cop d'estat. També es va donar mandat a les tropes de suport franceses ja presents.

## Observacions
La República Centreafricana era inestable i sense aplicació de la llei. Les milícies, i especialment els anomenats anti-Balaka, veren culpables de violacions de drets humans de tota classe a gran escala sense que l'exèrcit, la policia i el poder judicial ho puguin impedir. La caça furtiva i el comerç d'animals silvestres agreuja encara més la crisi. L'Exèrcit de Resistència del Senyor també es beneficia de la situació operant al país.
El 19 de juliol de 2013, el Consell de la Pau i la Seguretat de la Unió Africana va decidir enviar una força de pau al país anomenada MISCA. El 13 de novembre de 2013 va demanar al Consell de Seguretat de les Nacions Unides que li donés permís ràpidament mitjançant un comunicat. Mentrestant, la Comunitat Econòmica dels Estats d'Àfrica Central (ECCAS) i la Unió Africana intentaven intervenir. La Unió Europea havia compromès cinquanta milions d'euros per donar suport econòmicament a MISCA.

## Actes
El Consell va assenyalar que les autoritats de transició havien de treballar en els Acords de Libreville (gener de 2013), la Declaració de Ndjamena (abril de 2013), la Crida de Brazzaville (maig de 2013) i la declaració del Grup de Contacte Internacional de la República Centreafricana (novembre de 2013). Segons els acords, el primer ministre n'era el responsable com a cap de govern. Al mateix temps, calia treballar el desarmament dels grups armats. Calen reforçar els serveis de seguretat i la justícia i protegir els recursos naturals.
Les violacions dels drets humans van ser severament condemnades. El Consell era preocupat per l'esclat de violència religiosa i intercomunitària i va demanar diàleg per evitar un agreujament ulterior. Es va demanar al Secretari General que creés una comissió internacional per investigar les violacions i ajudar a designar als responsables.
La MISCA va rebre un mandat de dotze mesos per protegir la població, restablir l'ordre i l'autoritat, estabilitzar el país i fer possible un socors d'emergència. El 19 de desembre de 2013 la MISCA va haver de succeir l'anterior missió MICOPAX. Les tropes franceses també van rebre un mandat temporal per donar suport a la MISCA. La UA i l'ECCAS opinaven que MISCA possiblement precederia a una força de manteniment de la pau de l'ONU i es va demanar al Secretari General que preparés aquest escenari.
A més, es va imposar un embargament d'armes amb efecte immediat contra la República Centreafricana. Es va permetre als països aprofitar i destruir béns que violessin d'aquest embargament. Altres sancions, com ara la prohibició de viatjar i la congelació dels dipòsits bancaris, es van posar en la perspectiva d'aquells que es posarien en camí de la pau a la República Centreafricana.